# Districte de Gjakovë
El Districte de Gjakovë també denominat districte de Đakovica (en serbi: Ђаковички округ, Đakovički okrug), és un dels 7 Districtes que componen Kosovo.
Es localitza a l'oest del país i limita amb les Repúbliques de Montenegro i Albània. Està dividit en 3 municipis, la seva àrea és d'1.042 km² i amb una població superior als 242.000 habitants, la seva capital és la ciutat de Gjakovë.
El Districte de Gjakovë formava part del districte de Peć i Orahovac al de Prizren quan aquestes pertanyien a Sèrbia. Se situa al punt més alt del país, en els Alps Dinàrics.

## Municipis
- Gjakovë
- Deçani
- Rahovec